# Timoleague and Courtmacsherry Railway
| Timoleague and Courtmacsherry Railway                           | Timoleague and Courtmacsherry Railway |
| --------------------------------------------------------------- | ------------------------------------- |
| Damm der ehemaligen Timoleague and Courtmacsherry Light Railway |                                       |
| Streckenlänge:                                                  | 14 km                                 |
| Spurweite:                                                      | 1600 mm (Irische Spur)                |
|                                                                 |                                       |

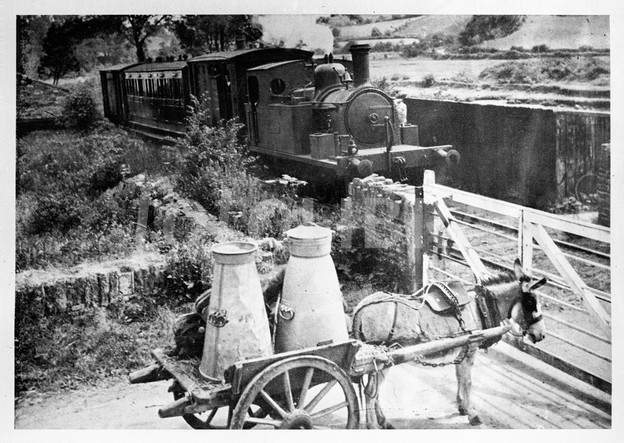
Die 1'C Tenderlokomotive Argadeen kommt in den 1910er Jahren mit einem Zug aus Courtmacsherry nach Timoleague

Die Timoleague and Courtmacsherry Railway war eine 14 km (9 Meilen) lange Kleinbahn in Irland zwischen Timoleague und Courtmacsherry.

## Geschichte
Die Eisenbahngesellschaft wurde im Oktober 1888 gegründet und ihre Bahnlinie wurde am 21. April 1891 in Betrieb genommen. Sie wurde in irischer Breitspur mit 1.600 mm (5 Fuß 3 Zoll) Spurweite gebaut, nachdem ursprünglich der Bau einer Schmalspurbahn mit einer Spurweite von 914 mm (3 Fuß) geplant war. Es gab zwei Gesellschaften, die Ballinascarthy and Timoleague Junction Light Railway und die Timoleague and Courtmacsherry Extension Light Railway, die man zusammen als Timoleague and Courtmacsherry Light Railway bezeichnete. Die Bahnlinie ging 1925 an die Great Southern Railways über. Anfangs wurden zwei Dampflokomotiven von der Hunslet Engine Company in Leeds mit den Namen Slaney und St. Molaga eingesetzt. 1894 kam dann eine dritte Hunslet-Dampflok mit dem Namen Argadeen hinzu.
Der Passagierverkehr wurde am 24. Februar 1947 wegen Kohlenmangels eingestellt. Danach wurde die Bahn noch im Sommer für Ausflugsfahrten und im Winter zur Zuckerrübenernte eingesetzt. Die Ausflugsfahrten starteten im Sommer ab der Cork Albert Quay Railway Station. Im Herbst 1960 wurde der Betrieb der gesamten West Cork Railway ohne Vorwarnung eingestellt.